# آنا فري
آنا فري (بالبرتغالية: Ana Free‏) (و. 1987  م) هي مغنية مؤلفة، ويوتيوبية برتغالية، ولدت في لشبونة، تستخدم آلات قيثارة.

## وصلات خارجية
- آنا فري على موقع IMDb (الإنجليزية)
- آنا فري على موقع ميوزك برينز (الإنجليزية)
- آنا فري في قاعدة بيانات الأفلام على الإنترنت